# Held Usbekistans
Held Usbekistans (usbekisch Oʻzbekiston qahramoni) ist die höchste Auszeichnung des usbekischen Staates. Der Orden wurde mit Gesetz vom 5. Mai 1994 durch den usbekischen Präsidenten Islom Karimov eingeführt und wird für herausragende Verdienste im militärischen, ökonomischen, sozialen oder politischen Bereich verliehen. Vorbild ist die Vorgängerauszeichnung Held der Sowjetunion.

## Ordensträger
Seit Einführung des Ordens wurden 103 Personen ausgezeichnet. Einige bekannte Ordensträger:
- 2006: Abdugʻani Abdullayev (1953–2019), Holzschnitzer[1]
- Islom Karimov (1938–2016), erster Staatspräsident Usbekistans
- Abdulla Oripov (1941–2016), Dichter, Verfasser der Staatshymne Usbekistans
- Erkin Vohidov (1936–2016), Dichter und Politiker
- Vera Pak (1938–2018), Politikerin
- Ozod Sharafiddinov (1929–2005), Wissenschaftler und Autor
- Malika Abdullaxoʻjayeva (1932–2018), Wissenschaftlerin, Pathologin
- Hamza Maxkamov (1959–2010), Eisenbahner
- Musa Yerniyazov (1947–2020), Politiker
- Lola Murotova (1958–2022), Landwirtin, Mitglied des usbekischen Parlaments
- Munojotxon Yoʻlchiyeva (* 1960), Sängerin
- Shavkat Ayupov
- Achilbay Ramatov
- Suyima Gʻaniyeva
- Siyosatxon Abdullayeva
- Hamza Mahkamov
- Ibrayım Yusupov
- To'lepbergen Qayi'pbergenov
- Sakir Muchamedschanow
- Said Ahmad
- Muyassar Temirova
- Mirumar Asadov
- Nikolay Kucherskiy